# وارن فیتزجرالد
وارن فیتزجرالد (به انگلیسی: Warren Fitzgerald؛ زادهٔ ۱۵ سپتامبر ۱۹۶۸) یک گیتارنواز پانک راک، ترانه‌نویس و صاحب ناشر موسیقی اهل ایالات متحده می‌باشد. وی بیشتر به‌عنوان گیتاریست گروه‌های وندالز و اوینگو بوینگو شناخته می‌شود. همچنین او یکی از بنیان‌گذاران ناشر موسیقی کونگ فو رکوردز است که همراه‌با هم‌گروه خود در گروهٔ «وندالز»، جو اسکلنتی، آن را تأسیس کرده است.